# Turňa nad Bodvou
Turňa nad Bodvou (in ungherese Torna, in tedesco Tornau) è un comune della Slovacchia facente parte del distretto di Košice-okolie, nella regione di Košice.